# ファディル・ノー
ムハンマド・ファディル・ビン・ノー（Muhammad Fadhil bin Noh、1989年3月4日 - ）は、シンガポールのサッカー選手。シンガポール代表。ポジションはMFまたはFW。

## クラブ歴
2008年にSリーグのヤング・ライオンズで選手となり、2011年まで在籍した。2012年には兵役のためにホーム・ユナイテッドのプライムリーグチームに所属した。
2013年1月2日にウッドランド・ウェリントンFCが彼の加入を発表。3月5日のアウェー・ホーム・ユナイテッド戦で張朝潤と交代で出場し移籍後初出場、5月25日のウォリアーズFC戦で移籍後初スターティングメンバーとなった。
2015年にバレスティア・カルサFCに移籍しAFCカップ2015に出場、傑志から得点を奪った。2017年にウォリアーズFCに移籍した。

## 代表歴
U-23代表として2009年東南アジア競技大会サッカー競技のメンバーとなり、3位決定戦のラオスU-23代表戦で1得点をあげた。この試合を3-1で勝利し、銅メダルを獲得した。
A代表初出場は2010年1月17日に行われたタイ王国代表との親善試合で、77分にジェレミー・チャンとの交代での出場であった。同月23日に行われたポーランド代表戦でも64分にシュコル・ザイランとの交代で起用されて出場した。